# アイントホーフェン空港
アイントホーフェン空港（蘭：Luchthaven Eindhoven、英：Eindhoven Airport）、またはアイントホーフェン航空基地（蘭：Vliegbasis Eindhoven）とは、オランダの北ブラバント州アイントホーフェンの西約8kmにある軍民共用空港である。

## 概要
アイントホーフェン空港はオランダで2番目の規模の空港であり、2019年には約678万人の利用客があった。しかし、オランダ最大のアムステルダム・スキポール空港は約7,170万人であり大きな差が付いている。ライアンエアーやトランサヴィアなどの格安航空会社が多く就航している。
1932年に開港し、第二次世界大戦時の空爆で完全に破壊された後、再建された。また、近年までウェルシャップ空港（Welschap Airport）と呼ばれていた。
この空港はオランダ空軍の基地でもあり、NATOの輸送調整基地としても機能しているが、増大する民間航空需要を受け入れるために、オランダ空軍の第334および第336飛行隊を移転させる計画があるとも報道されている。

## 施設
アイントホーフェン空港株式会社が旅客空港部門を運営している。この会社はアムステルダム・スキポール空港などを運営しているスキポールグループから51%の出資を受けている。

## 就航航空会社と就航都市

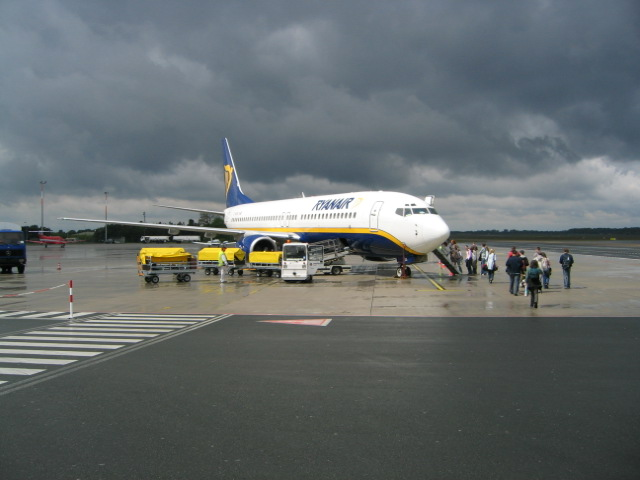
乗客を降ろすライアンエアーのB737

1日に50 - 60便の国際線が就航している。2017年4月現在、就航都市数は75都市、就航国数はヨーロッパ諸国とモロッコ、トルコ、エジプトを含む25ヵ国である。
| 航空会社                  | 就航地 |
| ------------------------- | --- |
| アトラスグローバル        | 季節チャーター便:アンタルヤ |
| コレンドン航空            | 季節運航:アンタルヤ |
| サンエクスプレス          | 季節運航:アンタルヤ(2019年4月13日就航予定)、イズミル(2019年4月13日就航予定) |
| ポベーダ航空              | モスクワ/ヴヌーコヴォ |
| ライアンエアー            | 東欧:ソフィア 中欧:クラクフ、プラハ、ワルシャワ/モドリン 南欧:アテネ、アリカンテ、カターニア、グラン・カナリア、ジローナ、セビリア、テッサロニキ、テネリフェ・スール、トレヴィーゾ、ナポリ、パルマ・デ・マヨルカ、バレンシア、ピサ、ファロ、ブリンディジ、ベルガモ、ポルト、ボローニャ、マドリード、マラガ、マルタ、ランサローテ、リスボン、ローマ/チャンピーノ 西欧:エディンバラ、ダブリン、マルセイユ、マンチェスター、ロンドン/スタンステッド 北アフリカ:フェズ、マラケシュ 季節運航:アガディール、イビサ、ハニア、ブラチスラヴァ、ムルシア(2019年3月31日運航終了予定)、リガ、レウス |
| トランサヴィア            | 中東:テルアビブ 中欧:クラクフ、プラハ 南欧:アテネ、アリカンテ、グラン・カナリア、セビリア、テネリフェ・スール、バルセロナ、バレンシア、ファロ、マラガ、ランサローテ、リスボン 北欧:コペンハーゲン、ストックホルム/アーランダ 西欧:ニース 北アフリカ:マラケシュ 季節運航:イビサ、イラクリオン、インスブルック、コス、ザキントス(2019年4月21日就航予定)、ザルツブルク、パルマ・デ・マヨルカ、リエカ、ロードス |
| TUIフライ・ネーデルラント | 南欧:グラン・カナリア 北アフリカ:シャルム・エル・シェイク、フルガダ 季節運航:アリカンテ、アンタルヤ、イビサ、イラクリオン、オフリド、コス、サル、ティヴァト、テネリフェ・スール、ボア・ヴィスタ、ダラマン(2019年4月20日就航予定)、ファロ、ボドルム(2019年4月20日就航予定)、マラガ、ラ・パルマ |
| TUIフライ・ベルギー       | 季節運航:ウジダ、ナドール |
| ウィズエアー              | 東欧:ヴァルナ、ヴィリニュス、カウナス、クルジュ＝ナポカ、スコピエ、ソフィア、トゥズラ、ブカレスト、ブダペスト、ベオグラード、ヤシ、リガ 中欧:ウィーン、ヴロツワフ、カトヴィツェ、グダニスク、デブレツェン、ポズナン、ルブリン、ワルシャワ/ショパン |

## 交通機関
アイントホーフェン市街地まで約8km（20分程度）。
バス
- アイントホーフェン駅へ、401系統バスで20分～25分（平日は10分間隔、土曜は15分間隔、日曜は30分間隔で運行）[5]
- アムステルダム・ユトレヒトへ、航空機の到着時間に合わせてシャトルバスがある（アムステルダムへ所要2時間15分、ユトレヒトへ所要1時間15分）[6]

## 配置部隊
- オランダ空軍
  - 第334飛行隊（KDC-10、ガルフストリーム IV、Do228-212）
  - 第336飛行隊（C-130H-30）
  - 第940整備支援中隊
  - 第941多目的支援中隊

- 多国籍軍
  - 欧州機動調整センター（英語版）（MCCE）
  - 欧州航空輸送司令部（英語版）（EATC）

2007年7月1日に欧州空輸センター（EAC）と欧州航空グループおよび海上輸送調整センター（SCC）が統合され、欧州機動調整センター（MCCE）が設置される。これは非ヨーロッパおよび非北大西洋条約機構加盟国による機関であり、然るべき法的地位を有し引き受けする全参加国政府はその他の参加国に開かれた組織であることが求められている。参加国は国同士で航空輸送、海上輸送、陸上輸送および空中給油能力を調整することが任務で、全参加国軍が保有もしくは貸与する関連装備運用について全体的公立の改善を促すことになっている。活動の焦点は作戦上の戦術機動を除く戦略機動である。参加国はオーストリア、ベルギー、カナダ、クロアチア、チェコ共和国、デンマーク、エストニア、フィンランド、フランス、ドイツ、ハンガリー、イタリア、ラトビア、ルクセンブルク、オランダ、ノルウェー、ポーランド、ポルトガル、ルーマニア、スロベニア、スペイン、スウェーデン、トルコ、イギリスおよびアメリカ合衆国で、センターは参加国からの軍人30名と民間人職員を置いている。
2010年9月からアイントホーフェン航空基地には欧州航空輸送司令部（EATC）が設置され、欧州主要5カ国（フランス、ドイツ、ベルギー、ルクセンブルクおよびオランダ）が保有する輸送機の共通運用指揮を担当することになった。